# Fort Coligny
Fort Coligny - fort założony na terenie Brazylii w 1558 roku z inicjatywy przywódcy francuskich hugenotów Gasparda de Coligny'ego. W 1559 roku został zniszczony przez Portugalczyków.